# Kuivastensaari (ö i Kuopio)
Kuivastensaari är en ö i Finland. Den ligger i sjön Kevätön och i kommunen Siilinjärvi i den ekonomiska regionen  Kuopio ekonomiska region  och landskapet Norra Savolax, i den centrala delen av landet, 400 km norr om huvudstaden Helsingfors. Öns area är 2,1 hektar och dess största längd är 310 meter i nord-sydlig riktning.